# 胡伯岳

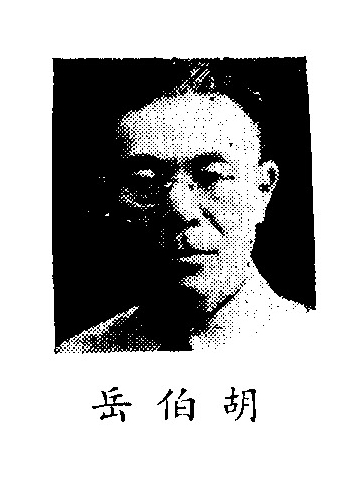

胡伯岳（1894年—1985年4月11日） 名毓岱，字伯岳，以字行，山西省虞乡县（今永济市）人，中华民国大法官、律师。

## 生平
胡伯岳生于1894年农历八月二十八日。1917年夏，胡伯岳毕业于北京法政专科学校法律科，在西安任律师。1918年参加护法战争，赴三原任靖国军总司令部秘书兼战事日报社编辑。1921年至1924年，任中学国文教员。1925年2月，加入中国国民党。1926年，任国民革命军驻陕总司令部秘书兼特别党部候补执行委员、渭南县县长。1928年，任中国国民党山西省党部党务指导委员会委员。1929年2月，任山西省党部执行委员兼常务委员。第三、四、五及临时国民党全国代表大会代表，1931年任南京“国民会议”山西代表。1933年任国民政府监察委员。
1937年，任国民政府军事委员会“战区军风纪巡察团” 第一及第四团委员，巡察江苏、安徽、浙江、江西、福建、广东、广西、湖南诸省。1944年，任监察院“战区第二巡察团”主任委员，巡察中国西北诸省。1946年，任制宪国民大会山西代表，且参加“清查团”到中国东北接收敌伪物资。1947年，兼任平、津、冀“军纪吏治督察团” 委员，驻北平。1948年，监察院改组之后，任司法院大法官。赴台湾之后，历任三届大法官，共27年。在台湾退职以后，任司法院顾问。
民國七十四年（1985年）4月11日，胡伯岳逝世，享年92岁。

## 著作
- 《知止斋诗词存稿》[1]